# Orrviken
Orrviken – miejscowość (tätort) w Szwecji, w regionie administracyjnym (län) Jämtland, w gminie Östersund.
Według danych Szwedzkiego Urzędu Statystycznego liczba ludności wyniosła: 289 (31 grudnia 2015), 300 (31 grudnia 2018) i 313 (31 grudnia 2019).